# Лоу, Арчибальд
Арчибальд Монтгомери Лоу (англ. Archibald Montgomery Low; 17 октября 1888 – 13 сентября 1956) — английский инженер-консультант, исследователь в области физики и изобретатель. Был также автором более чем 40 книг.
Считается, что он был первым кто внес большой вклад в появление радиотехнических систем наведения, поскольку был пионером в создании управляемых ракет, самолётов и торпед. Он был пионером многих направлений, часто наставляя на путь других, но отсутствие дисциплины мешала ему доводить проекты до завершения, часто отвлекался на новые идеи. Если бы не его неспособность доводить вещи к выводу, Лоу мог бы войти в историю как один из выдающихся людей в науке. Многие из современников не уважали его, из-за того что он употреблял титул "Профессор", хотя технически не имел право делать это, поскольку он не занимал должность в академической кафедре. Его страсть к публичности и гласности также не прибавляла на любовь окружающих.
Арчибальд М. Лоу был одним из первых кто сформулировал концепцию телевидения в начале 1920-х.

## Ранняя карьера
Лоу работал вместе со своим дядей, Эдвардом Лоу в его инженерной компании которая называлась "The Low Accessories and Ignition Company", которая в то время была второй самой первой инженерной компанией в лондонском Сити. К сожалению компания была в постоянной борьбе за платежеспособность. Эдвард Лоу сделал все что он мог сделать финансово или помочь своему племяннику воплотить свои идеи, но он нуждался в богатом инвесторе. В довоенный период Лоу постоянно приходил с новыми большими идеями, такими как его двигатель внутреннего сгорания, или гаджетами в качестве котла для варки яиц который свистит, который он назвал "Шантеклер". Он довольно хорошо продавался, что принесло ему некоторое количество необходимых денег. Он также экспериментировал с газовыми турбинами, но сплавы, которые были доступны на тот момент не выдерживали необходимой температуры.
В мае 1914 г. Лоу сделал первую демонстрацию прототипа телевидения, он назвал его TeleVista. Эту демонстрацию он провел для "Института автомобильной инженерии" и назвал её "Видение провода". Изобретение было достаточно сырым и неразвитым, но воплощало идею. Основным недостатком были элементы с селеном, который использовался для преобразования световые волны в электрические импульсы, которые имели небольшую реакцию ответа и портили эффект.
Но демонстрация, конечно, получила много интереса со стороны СМИ, включая "The Times", которое опубликовало 30 мая;

Изобретатель, Др. А. М. Лоу, нашел способ передачи визуальных изображений с помощью проволоки. Если далее исследование будет удачным, мы скоро будем способны видеть людей на расстоянии.
29 мая газета "Daily Chronicle" сообщала;

Др. Лоу впервые сделал публичную демонстрацию, с изобретенным им новым аппаратом, для видения, как он говорит с помощью электричества, с помощью которого люди, пользующиеся телефоном смогут видеть друг друга одновременно.
Лоу, конечно, не смог продолжить свою раннюю перспективную работу, в основном из-за собственного характера и конечно из-за того что позже того же года началась Первая мировая война.

## Первая мировая война
Когда началась война, Лоу пошёл в армию и получил подготовку офицера. После нескольких месяцев он получил звание капитана и направлен в "Королевский лётный корпус", предшественник воздушных сил Великобритании. Его задачей было использовать исследования своей гражданской жизни и найти способ дистанционного управления самолётом, чтобы впоследствии это можно было применить для управляемой ракеты. Вместе с двумя другими офицерами (капитаном Poole и лейтенантом Bowen) под его командованием приступили к работе чтобы проверить возможно ли это вообще. Проект назывался "Воздушная цель" ("Aerial Target") или AT, специально чтобы немцы подумали, что проект касается построения беспилотного самолёта для испытания противовоздушных сил. После того как они построили прототип, генерал Дэвид Хендерсон (Генеральный директор военной аэронавтики) приказал, чтобы был создан проект "Royal Flying Corps Experimental Works" для построения первой настоящей "Aerial Target" с взрывной боеголовкой. Как глава экспериментальной работы, Лоу получил в подчинённые около 30 отобранных людей, рабочих разных направлений, плотников, авиастроителей чтобы беспилотный самолёт построили как можно быстрее. Самолёт, Ruston Proctor AT создал Генри Фолленд. Его первое испытание состоялось 21 марта 1917. AT запускалась из кузова грузового автомобиля при помощи системы со сжатым воздухом. Лоу и его команда успешно продемонстрировали возможность управления самолётом перед тем как отказ мотора привел к его аварийной посадке.
Следующее полное испытание 6 июля 1917 было коротким, поскольку аппарат был потерян сразу на взлете. Позже в самолёт было загружено электрический гироскоп (тоже в первое), но в конечном счете проект "Воздушная цель" не было продолжено после войны, из-за недальновидности военных планов. В 1917 г. Лоу и его команда также изобрела первую электрически управляемую ракету (первую в мире дистанционную, или управляемую через провод ракету), почти полностью похожа на ту которую использовали немецкие силы в 1942 против торговых судов. Изобретения Лоу во время войны в значительной степени опередили свое время и поэтому были недооценены тогдашним правительством, хотя Немцы уже понимали, какими опасными могут быть эти изобретения. В 1915 г. были совершены две попытки убийства Лоу; при первом были осуществлены выстрелы через окно его лаборатории на Пол Стрит; вторая попытка была осуществлена посетителем с немецким акцентом, который пришёл в офис Лоу и предложил ему сигарету, и как оказалось после анализа она содержала достаточно хлорида стрихнина чтобы убить человека.